# 私募
私募（しぼ）とは、日本の金融商品取引法においては、有価証券の取得勧誘のうち、募集に該当しないものをいう。また、投信法においても類似の概念が存在する。また、類似する外国法上の概念（private placementなど）についてもいうこともある。

## 金商法における私募
金融商品取引法第2条第3項において定義される。新たに発行される有価証券の取得の申込みの勧誘及びこれに類するものとして金融商品取引法施行令に定められる行為（取得勧誘類似行為。併せて「有価証券の取得勧誘」という。）は、有価証券の募集と有価証券の私募に分類される。有価証券の私募には、第一項有価証券については適格機関投資家私募、特定投資家私募及び少人数私募の3種が、第二項有価証券については少人数私募の1種のみがある。私募に該当する場合には、有価証券の募集の際に必要とされる開示規制（有価証券届出書又は有価証券通知書、目論見書など）などの適用除外が認められることとなる。

## 投信法における私募
投信法においては、新たに発行される受益証券の取得の申込みの勧誘（これに類するものとして投信法施行規則に定められるものを含む。）は、公募と私募に分類される。私募には、適格機関投資家私募等と一般投資家私募があり、適格機関投資家私募等には、適格機関投資家私募と特定投資家私募がある。